# Helen Morgan Hamilton
Helen Morgan Hamilton (Ramapo, 12 de junio de 1896 - Mystic, 25 de enero de 1985) fue oficial del ejército, sirviendo como subdirectora y alcanzando finalmente el rango de teniente coronel del Women's Auxiliary Army Corps.

## Primeros años
Hamilton nació en Ramapo, Nueva York, siendo la hija mayor de William Pierson Hamilton (1869-1950) y Juliet Pierpont Morgan (1870-1952). Entre sus hermanos se encontraban Pierpont Morgan Hamilton (1898-1982), Laurens Morgan Hamilton (1900-1978), Alexander Morgan Hamilton (1903-1970) y Elizabeth Schuyler Hamilton (1908-1919). Creció en la finca familiar "Table Rock" en Sloatsburg, Nueva York.
Su abuelo paterno fue William Gaston Hamilton (1832-1913), ingeniero consultor de la Pennsylvania Railroad Company, hijo de John Church Hamilton (1792-1882) y nieto del primer secretario del Tesoro, Alexander Hamilton. Sus abuelos maternos fueron Fanny (de soltera Tracy) Morgan (1842-1924) y John Pierpont Morgan (1837-1913).

## Carrera
A finales de la década de 1930, Helen se involucró en la preservación histórica del Williamsburg colonial, en Virginia, y fue fideicomisaria fundadora del National Trust for Historic Preservation en 1953. Fue presidenta de la Fundación para la Preservación de la Ciudad Histórica de Georgetown y miembro de la Biblioteca Pierpont Morgan de Nueva York.
Durante la Segunda Guerra Mundial, tras la muerte de su primer marido, ingresó en el ejército de los Estados Unidos y participó activamente en la formación del Women's Auxiliary Army Corps (Cuerpo auxiliar femenino del ejército), del que fue subdirectora, alcanzando el rango de teniente coronel. En 1947, fue nombrada asesora de Robert P. Patterson, secretario de Guerra de los Estados Unidos, en relación con el programa propuesto de formación militar universal. En esta función, asesoró al teniente general Raymond S. McLain en asuntos relacionados con los intereses de los padres en el programa propuesto.
En 1949, fue nombrada directora del enlace público de la Administración de Cooperación Económica, que administraba el Plan Marshall.
En 1953, Helen ayudó al Hamilton College a colocar en exposición permanente el escritorio de su tatarabuelo Alexander Hamilton, en el que escribió su parte de los documentos federalistas. Fue presentada por el presidente de la universidad, Robert Ward McEwen, quien señaló que la universidad había concedido un título de doctor honoris causa al hijo de Hamilton en 1861 y a su nieto, el Dr. Allan McLane Hamilton, en 1912, quien había donado el escritorio a la universidad.
En 1959, formó parte del United States Committee for the Atlantic Congress.

## Vida personal
El 10 de junio de 1916, Hamilton se casó con Arthur Hale Woods (1870-1942), que era el comisario de la policía de Nueva York. Se trasladaron a Washington cuando Woods sirvió en el Departamento de Guerra. Antes de la muerte de Woods en 1942, Hamilton tuvo cuatro hijos.
El 5 de marzo de 1955, Hamilton se casó con el banquero y diplomático Warren Randolph Burgess (1889-1978), que ejercía como subsecretario del Tesoro para Asuntos Monetarios en la administración Eisenhower y posteriormente fue embajador ante la Organización del Tratado del Atlántico Norte. Permanecieron casados hasta la muerte de él en 1978.
Helen murió de un paro cardíaco a la edad de 88 años, el 25 de enero de 1985, en Mystic, Connecticut.

### Residencia
En 1915, Hamilton compró la casa de Robert Todd Lincoln en Georgetown y vivió allí hasta 1984.